# Clubiona mandibularis
Clubiona mandibularis là một loài nhện trong họ Clubionidae.
Loài này thuộc chi Clubiona. Clubiona mandibularis được Hippolyte Lucas miêu tả năm 1846.